# Explicit Congestion Notification
Explicit Congestion Notification (ECN), Notificação Explícita de Congestionamento, é uma extensão do Protocolo de Internet e do Protocolo de Controle de Transmissão definida no RFC 3168 (2001). A ECN permite notificação ponta a ponta de Congestionamento de Rede sem perda de pacotes. ECN é um recurso opcional que pode ser usado entre dois pontos finais habilitados para ECN (quando a infraestrutura de rede também suporta).
Convencionalmente, redes TCP/IP sinalizam congestionamento por meio do descarte de pacotes. Quando a ECN é negociada com sucesso, um roteador ciente da ECN pode definir uma marca no cabeçalho IP ao invés de descartar pacotes para sinalizar congestionamento iminente. O receptor do pacote ecoa a indicação de congestionamento para o remetente, o que reduz sua taxa de transmissão como se detectasse um pacote descartado.
Em vez de responder apropriadamente ou ignorar os bits, alguns equipamentos desatualizados ou defeituosos têm históricamente descartado ou danificado pacotes que tem bits de ECN definidos. No ano de 2015, medições sugeriram que a fração de Servidores web na Internet para os quais usar ECN impedia conexões de rede havia reduzido para menos de 1%.